# Agaïssa
Agaïssa és una pel·lícula nigeriana de l'any 2001 dirigida per Moustapha Alassane.

## Argument
A Níger, la tradició oral i les seves lliçons morals es transmeten a través de contes i relats. Agaïssa és la història d'una jove princesa que no escolta els seus pares, ni els savis, i que fa el que li dona la gana. Descobrirà malgrat seu que la realitat de la vida no és tan fantasiosa.